# Romería

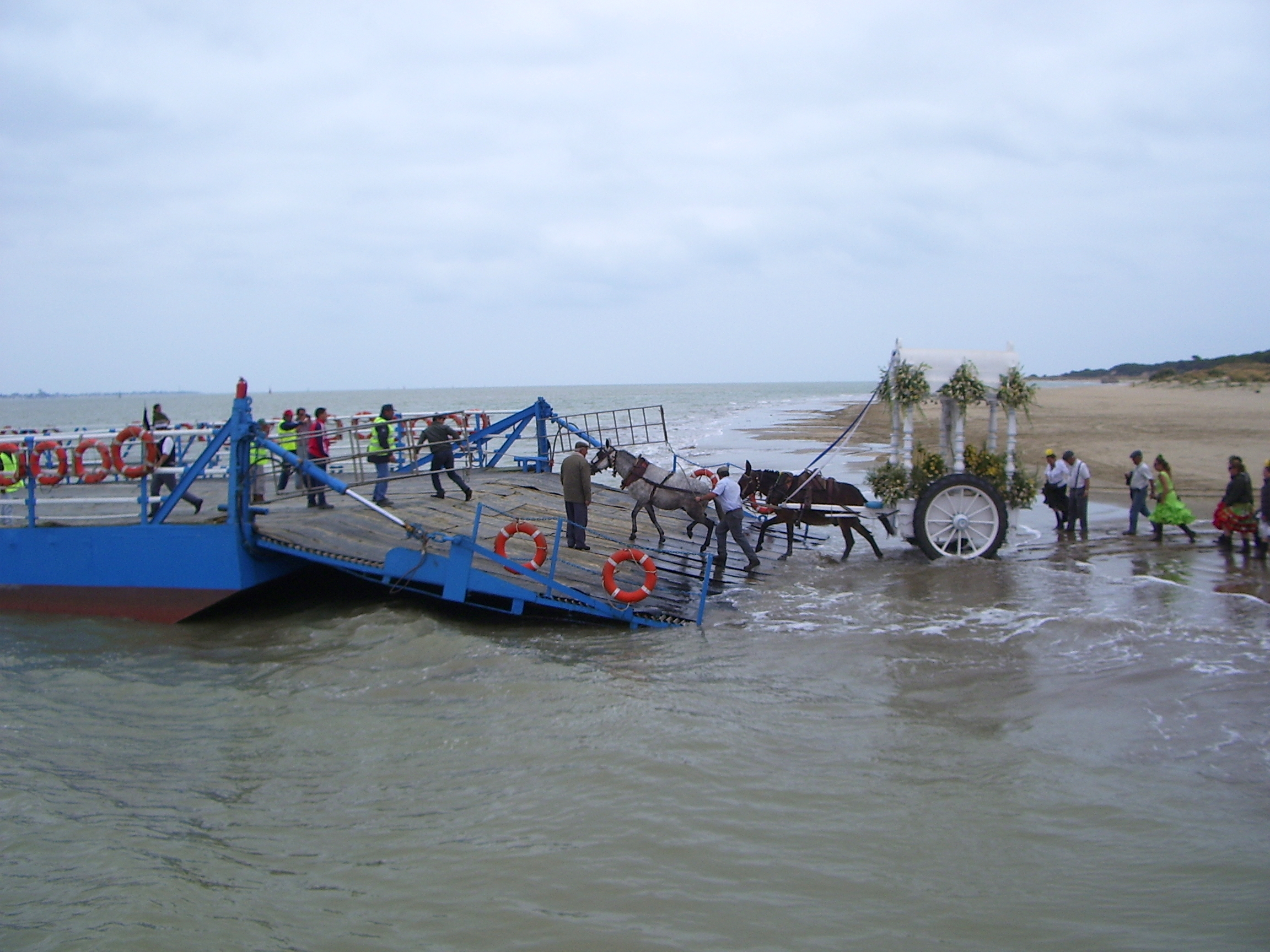
Romería nach El Rocio, Spanien

Romería (spanisch) bezeichnet auf der Iberischen Halbinsel und in Lateinamerika eine religiöse Prozession oder eine Wallfahrt, die bei einem heiligen Ort, einer Wallfahrtskapelle oder einer Ermita endet bzw. stattfindet. Die portugiesische Bezeichnung lautet Romaria bzw. Romeiro.
Das Wort Romería wird abgeleitet von Romero, eine Bezeichnung für einen Romreisenden oder einen Pilger, der Rom als eins der drei wichtigsten Pilgerziele des Mittelalters neben Santiago de Compostela und Jerusalem, aufgesucht hat.
Die Romería kann zu Fuß, zu Pferd und Wagen, auf Flößen oder auch per Auto erfolgen. Das Wort bezeichnet sowohl Prozessionen, die an einem Tag stattfinden, als auch Wallfahrten, die sich über längere Zeit hinziehen können. Im übertragenen Sinn bezeichnet Romería auch ein Volksfest oder eine Menschenmenge.
Eine der bekanntesten Romerías in Spanien findet in El Rocío in der Provinz Huelva seit 1758 zu Pfingsten statt. 